# 聯合國大會第505號決議
聯合國大會505號決議案的標題是《蘇聯違反一九四五年八月十四日中蘇友好同盟條約及聯合國憲章以致威脅中國政治獨立與領土完整及遠東和平案》。中華民國向聯合國控告蘇聯後，聯合國大會第六屆會議在1952年2月1日通過此決議案。

## 歷史背景
日本在1931年侵略滿洲（中國東北）並在1932年成立滿洲國。中華民國抗議日本侵略而國際聯盟以42票對1票（僅有日本投反對票）要求交還滿洲給中國，但日本拒絕遵守而退出國聯。在第二次世界大戰末期，同盟國為爭取蘇聯對日本宣戰，通過雅爾塔會議，蘇聯在1945年8月8日進攻滿洲國，以換取蘇聯派兵進攻在滿州的日軍。並在8月14日日本宣佈無條件投降時迫使與中華民國締結《中蘇友好同盟條約》，並在1946年1月正式承認外蒙古独立。1947年7月28日，聯合國安理會討論外蒙古入會問題，中國代表表示反對:8390。中國代表為徐淑希。1947年8月18日，安理會第186次會議，中華民國代表蔣廷黻以北塔山事件為由投票反對蒙古加入聯合國。
1949年9月22日，中國出席聯合國大會代表團向大會提出《控告蘇聯違反中蘇條約與聯合國憲章，威脅中國政治獨立與領土完整及遠東和平案》；首席代表蔣廷黻並在當天大會全體會議上發表聲明，「鼓吹反共」:9015。9月23日，蘇聯外交部部長維辛斯基在聯合國抨擊蔣廷黻演說:9016。9月27日，蔣廷黻正式向聯合國大會控訴蘇聯破壞《中蘇友好同盟條約》及《聯合國憲章》:9018。9月29日，聯合國大會以46票對5票批准程序委員會把蔣廷黻提出之控訴蘇聯案列入本屆大會議程建議:9020。10月1日，中華人民共和國成立；中華民國政府敗退臺灣金門澎湖馬祖等島嶼，繼續自稱為全中國唯一合法政府，並宣佈中華人民共和國中央人民政府是「偽政權」。1949年12月8日，聯大通過291號決議「促進國際關係之安定」。1950年12月，聯大通過383號決議，決定繼續調查蘇聯違約狀況。國共內戰在1950年代初告一段落。雖然中國大部份領土已經不受中華民國政府控制，但由於時處冷戰期間，中華民國政府仍得到許多西方國家的支持，因此其後20年間，中華民國政府能夠保有在聯合國的中國席次。
中華民國政府對於中國共產黨以武力佔據其在中國大陸之領土所建立之政權視為非法政權，反對其成立中華人民共和國；即分裂國家的行為，並認為其違反二戰後1954年確立之現代國際法對於新國家成立的必要條件，中華人民共和國存在合法性與對於中國的繼承權的問題。
中國共產黨於1949年成立的中華人民共和國認爲敗退臺澎金馬等島嶼的中華民國國民政府已經喪失代表全中國的合法性，自稱為全中國唯一合法政府，改國號為中華人民共和國，國旗為五星紅旗。
中華民國政府認爲蘇聯阻撓其在東北九省恢復主權之努力，並在國共內戰中援助中國共產黨以反叛之，因而違反了條約。1952年，中華民國向聯合國控告蘇聯。聯合國大會以25票贊成，9票反對，24票棄權通過五〇五號決議案譴責蘇聯。此案常稱為「控蘇案」。

## 後續發展
控蘇案表決後，1953年2月24日，中華民國立法院廢止中蘇友好同盟條約並拒絕承認蒙古人民共和國獨立。中華民國認爲決議案五〇五是外交勝利，但收復中國大陸及蒙古的希望更加渺茫。中華民國曾在1955年否決蒙古加入聯合國。1956年12月，聯合國安理會否決外蒙入會；通過日本加入聯合國:87。為阻止中華人民共和國加入聯合國，在美国壓力下，最後迫使中華民國停止阻擋蒙古，最終蒙古在1961年加入聯合國。
2002年後中華民國與蒙古國互設大使館級的代表處。2005年10月3日，又棄用法理上各省（市）縣（市）行政區域代碼。《中華民國年鑑》也於次年起不再將大陸地區列於「土地」一章之中。此後政府文獻中僅列出實際統治區（即台灣地區）之行政區域，並棄用「中華民國全圖」。2012年5月21日，行政院大陸委員會發新聞稿表示「民國35年我國憲法制定公布時，蒙古（俗稱外蒙古）獨立已為我政府所承認，因此，當時蒙古已非我國憲法第4條所稱的『固有之疆域』。」否定外蒙古為中華民國領土。

## 全文
| 大會 認爲聯合國首要目標之一，在“創造適當環境，俾克維持正義，尊重由條約與國際法其他淵源而起之義務”， 查中華民國與蘇維埃社會主義共和國聯邦曾於一九四五年八月十四日締結友好同盟條約，内除其他事項外，並規定： (a) 締約國“同意在……依照彼此尊重主權及領土完整與不干涉對方内政之原則下，共同密切友好合作”， (b) “蘇聯政府同意予中國以道義上與軍需品及其它物資之援助，此項援助當完全供給中國中央政府即國民政府”， 查悉蘇維埃社會主義共和國聯邦自日本投降後對中國國民政府在東三省（滿洲）恢復中國主權之努力，始終橫加阻撓，並以軍事及經濟上之援助給與中國共產黨以反叛中國國民政府， 爰斷定：蘇維埃社會主義共和國聯邦就其自日本投降後對中國之關係而言，實未履行一九四五年八月十四日中國與蘇維埃社會主義共和國聯邦所簽訂之友好同盟條約。 一九五二年二月一日， 第三六九次全體會議。 |